# Nadine Labaki
Nadine Antoine Labaki (arabul: نادين لبكي) (Baabdat, 1974. február 18. –) libanoni színésznő, forgatókönyvíró és filmrendező. Kafarnaum – A remény útja című filmjét 2019-ben Oscar-díjra jelölték.

## Pályafutása
Nadine Labaki Bejrúttól mintegy 22 kilométerre keletre, a Libanoni-hegység Baabdat nevű településén született, Antoine Labaki távközlési mérnök és Antoinette Labaki háztartásbeli gyermekeként. Középiskolai tanulmányait 1993-ban fejezte be Bejrútban.
Korán elhatározta, hogy filmmel fog foglalkozni, mivel a háború sújtotta Libanonban nem mindig mehetett iskolába és nem volt más szórakozási lehetőség sem, mint hogy húgával, Caroline-nal folyamatosan filmeket nézzenek a tévében. Érettségi után a bejrúti Szent József Egyetemen folytatott audiovizuális tanulmányokat. Az 1997-ben készített 11 Rue Pasteur című diplomafilmjével a párizsi Arab Világ Intézetében rendezett Arab Film Biennáléján a legjobb kisfilm díját nyerte el.
Filmes karrierjét 1990-ben kezdte, amikor is díjat nyert a libanoni televízió népszerű Studio el Fan tehetségkutató versenyén videóklip-rendezés kategóriában. Labaki később is rendezett klipeket az 1970-es évek közepétől a 2000-es évek elejéig futó műsorsorozat részére. A videók kiemelkedtek a mezőnyből mozgáskultúrájukkal; némelyek szexuális töltetükkel provokatívnak számítottak. Olyan neves közel-keleti énekeseknek dolgozott, mint Nenszi Azsram vagy Carole Samaha, akiknek klipjeivel díjakat nyert 2002-ben és 2003-ban. A zenei videók mellett számos reklámfilmet is készített.
1998-ban részt vett a párizsi Cours Florent színitanoda csoportos képzésén. Három kisfilm szereplőjének is felkérték, majd 2005-ben nagyobb feladatot kapott: a francia-libanoni rendező Philippe Aractingi kérte fel a Bosta című háborús-zenés filmjének főszerepére. Azóta is rendszeresen játszik filmekben és saját alkotásaiban is rendre feltűnik.
Rendezőként 2007-ben debütált Karamell című, francia-libanoni koprodukcióban készült nagyjátékfilmjével, amelynek forgatókönyvét egy féléves cannes-i ösztöndíjjal írta meg a Rezidencia program keretében. A vígjáték egy bejrúti szépségszalonban dolgozó nők sorsát mutatja be egy olyan országban, ahol – bár elvileg egyenjogúság van – a konzervatív hagyományok a mai napig negatívan hatnak a nők életére. A filmet a 2007-es cannes-i fesztiválon mutatták be a Rendezők Kéthete szekcióban. Az alkotást több mint 65 országban vetítették, a libanoni filmművészet addigi legnagyobb nemzetközi sikerét aratta.
2011-ben készült el újabb, a háborús háttértörténet és a vallási megosztottság miatt már komolyabb hangvitelű, egyszerre elszomorító és humoros filmje És most merre? címmel.  Bemutatója a 64. cannes-i fesztiválon volt, ahol elnyerte a François Chalais-díjat, valamint az ökumenikus zsűri külön dicséretét. A Torontói Nemzetközi Filmfesztiválon közönségdíjat kapott, Libanon pedig 2012-ben nevezte Oscar-díjra. 2014-ben közreműködött a Rio, szeretlek! című szkeccsfilm elkészítésében, amelynek „O Milagre” szegmensét készítette Harvey Keitel főszereplésével, s olyan színészek dolgozott együtt, mint Emily Mortimer, John Turturro, Vanessa Paradis, Vincent Cassel, vagy Rodrigo Santoro..
Harmadik önálló nagyjátékfilmje, a Kafarnaum – A remény útja a 2018-as cannes-i fesztivál versenyfilmjei között mutatkozott be – sikerrel. A szíriai háborús menekült, Bejrút utcáin élő gyermekek sorsát bemutató filmdráma elnyerte a zsűri díját, az ökumenikus zsűri díját, valamint az újonnan alapított polgárjogi elismerést, a polgárság díját. Számos fesztiváljelölés és -díj mellett 2019-ben Oscar-díjra jelölték a legjobb idegen nyelvű film kategóriában.
A 2012-ben meghívták a Velencei Nemzetközi Filmfesztivál Horizont-szekciójának zsűrijébe. A 2015-ös cannes-i fesztiválon tagja volt az Isabella Rossellini által elnökölt Un certain regard-zsűrinek, 2019-ben pedig felkérték ugyanezen szekció zsűrielnökének.
2008 júliusában a francia kulturális és kommunikációs miniszter a Művészetek és Irodalom Érdemrendjének lovagja (Chevalier des Arts et des Lettres) címmel tüntette ki.
Nadine Labaki folyékonyan beszél arabul, franciául, angolul és olaszul. Férjezett, 2007-ben kötött házasságot Khaled Mouzanar libanoni zeneszerző, dalszövegíró, producerrel. Egy fiú (Walid, 2009) és egy lány (2016) gyermekük van.

## Filmográfia

### Színészként
| Év   | Magyar cím                | Eredeti cím             | Szerep  | Magyar hang | Megjegyzés   |
| ---- | ------------------------- | ----------------------- | ------- | ----------- | ------------ |
| 2003 |                           | Non métrage Libanais    | Nina    |             | kisjátékfilm |
| 2003 |                           | Ramad                   |         |             | kisjátékfilm |
| 2005 |                           | Seventh Dog             | Soraya  |             | kisjátékfilm |
| 2005 |                           | Bosta                   | Alia    |             |              |
| 2007 | Karamell                  | Caramel                 | Layale  |             |              |
| 2010 |                           | Il padre e lo straniero | Zaira   |             |              |
| 2010 |                           | Rsasa taycheh           | Noha    |             |              |
| 2011 | És most merre?            | Et maintenant on va où? | Amale   |             |              |
| 2013 |                           | Rock the Casbah         | Miriam  |             |              |
| 2014 | A hírnév ára              | La rançon de la gloire  | Noor    |             |              |
| 2014 | Mea culpa                 | Mea culpa               | Alice   |             |              |
| 2015 |                           | Ya tayr el tayer        | Shadia  |             |              |
| 2018 | Kafarnaum – A remény útja | Capharnaüm              | Nadine  |             |              |
| 2019 | 1982                      | 1982                    | Yasmine |             |              |
| 2021 |                           | Costa Brava, Lebanon    | Souraya |             |              |
| 2022 | Teljesen idegenek         | As'hab... wa'la a'az    | May     |             |              |

### Filmkészítőként
| Év   | Magyar cím                | Eredeti cím                       | Feladatkör | Feladatkör | Feladatkör | Megjegyzés         |
| Év   | Magyar cím                | Eredeti cím                       | Rendező    | Író        | Producer   | Megjegyzés         |
| ---- | ------------------------- | --------------------------------- | ---------- | ---------- | ---------- | ------------------ |
| 1997 |                           | 11 Rue Pasteur                    | Igen       | Igen       | Nem        | diplomafilm        |
| 2007 | Karamell                  | Caramel                           | Igen       | Igen       | Nem        |                    |
| 2011 | És most merre?            | Et maintenant on va où?           | Igen       | Igen       | Igen       |                    |
| 2014 | Rio, szeretlek!           | Rio, Eu Te Amo („O Milagre” rész) | Igen       | Igen       | Nem        |                    |
| 2018 | Kafarnaum – A remény útja | Capharnaüm                        | Igen       | Igen       | Nem        |                    |
| 2020 | Otthon készült            | Homemade (1. évad 11. rész)       | Igen       | Nem        | Nem        | televíziós sorozat |

## Fontosabb díjak és jelölések
Oscar-díj
- 2019 jelölés: legjobb idegen nyelvű film – Kafarnaum – A remény útja

César-díj
- 2019 jelölés: legjobb külföldi film – Kafarnaum – A remény útja

BAFTA-díj
- 2013 jelölés: legjobb nem angol nyelvű film – Kafarnaum – A remény útja

Cannes-i fesztivál
- 2007 jelölés: Arany Kamera – Karamell
- 2011 díj: François Chalais-díj – És most merre?
- 2011 díj: Ökumenikus zsűri külön dicsérete – És most merre?
- 2011 jelölés: Un certain regard-díj – És most merre?
- 2018 jelölés: Arany Pálma – Kafarnaum – A remény útja
- 2018 díj: A zsűri díja – Kafarnaum – A remény útja
- 2018 díj: Ökumenikus zsűri díja – Kafarnaum – A remény útja
- 2018 díj: A polgárság díja – Kafarnaum – A remény útja

Egyéb díjak, elismerések
- 1998 : Arab Film Biennáléja – legjobb kisfilm – 11 Rue Pasteur
- 2007 : Stockholmi Filmfesztivál – FIPRESCI-díj – Karamell
- 2007 : San Sebastián-i Nemzetközi Filmfesztivál – közönségdíj; Sebastiane-díj; ifjúsági zsűri díja – Karamell
- 2011 : Torontói Nemzetközi Filmfesztivál – közönségdíj – És most merre?
- 2011 : Stockholmi Filmfesztivál – Bronz ló (legjobb forgatókönyv) – És most merre?
- 2011 : San Sebastián Nemzetközi Filmfesztivál – közönségdíj – És most merre?
- 2018 : Calgary Nemzetközi Filmfesztivál – közönségdíj, filmkedvelők díja – Kafarnaum – A remény útja
- 2018 : São Paulói Nemzetközi Filmfesztivál – közönségdíj – Kafarnaum – A remény útja
- 2018 : Stockholmi Filmfesztivál – legjobb forgatókönyv – Kafarnaum – A remény útja
- 2018 : Szarajevói Nemzetközi Filmfesztivál – legjobb játékfilm – Kafarnaum – A remény útja
- 2018 : Akádiai Nemzetközi Frankofón Filmfesztivál – legjobb játékfilm; közönségdíj – Kafarnaum – A remény útja
- 2018 : Brit Független Filmdíj – legjobb nemzetközi független film (jelölés) – Kafarnaum – A remény útja
- 2019 : FEST Nemzetközi Filmfesztivál – legjobb rendező – Kafarnaum – A remény útja